# Halecium dichotomum
Halecium dichotomum is een hydroïdpoliep uit de familie Haleciidae. De poliep komt uit het geslacht Halecium. Halecium dichotomum werd in 1888 voor het eerst wetenschappelijk beschreven door Allman. 